# El Membrillo (Teruel)
El Membrillo es un núcleo de población en el municipio de Albarracín (provincia de Teruel, España). En 1991 tenía un habitante

## Toponimia
En la Baja Edad Media se escribía Codoniat. La castellanización de este topónimo no afectó la únicamente a la fonética, mostrando la situación de diglosia en el siglo XVI.
Ya en un texto de 1344 sobre las propiedades del Monasterio de Piedra en la Sierra de Albarracín se escribe castelejo del Menbriello como una zona limítrofe con el Espenyadero:

e el rrio a yuso fasta en derecho del castellejo del menbriello, e como sube honbre al uarranco arriba al cerro,....